# Rimbo–Sunds Järnväg
Rimbo–Sunds Järnväg var en järnväg mellan Rimbo och Hallstavik i Stockholms län. Den blev nedlagd 1977 och rälsen revs upp 1978.

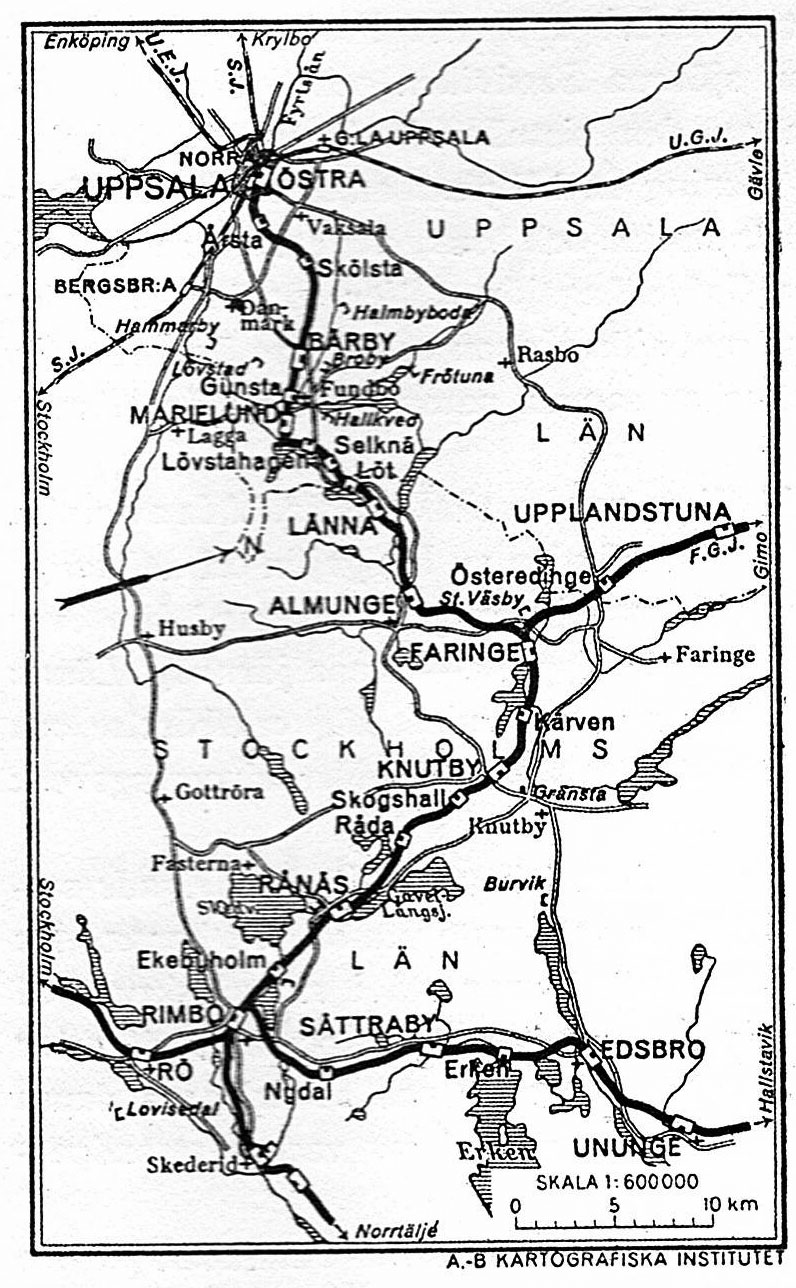
Karta 1926.

## Historia
Rimbo–Skebo järnvägsaktibolag bildades 1891 och fick koncession på sträckan Rimbo–Skebo. Det var brist på kapital men en förlängning till Sund i Häverö socken gav mer kapital. Ändringen beviljades 1896 och bolaget bytte namn till Rimbo–Sunds Järnvägsaktiebolag (RSJ). Banan utgick ifrån Länna–Norrtälje Järnväg vid Rimbo. Bygget gick nu snabbt och banan invigdes 1897. Byggkostnaden var 675000 kr. Banan hade inget eget rullande material eftersom den redan från början trafikerades av Stockholm–Rimbo Järnväg (SRJ). SRJ var också delägare i banan och hade redan 1913 de flesta aktierna men övertog inte bolaget förrän 1936. SRJ köptes av staten 1951 enligt 1939 års riksdagsbeslut och blev del av dåvarande Statens Järnvägar 1959.
I Skebo hade bruket redan en järnväg sedan 1872 till hamnen vid Edeboviken. RSJ passerade något till väster om Skebo. Ifrån Gribby mellan Skebo och Edebo till strax innan Häverösund gick banorna parallellt på samma banvall. De korsade Skeboån på skilda broar och korsade varandra innan slutstationen i Häverösund. Brukets bana fortsatte ut till hamnen vid östra sidan av Edeboviken. 
Holmens bruk köpte hamnen och sågverket av Skebo bruk 1913. RSJ beviljades 1915 koncession på en förlängning till Hallstavik. Banan blev färdig samma år och använde brukets banvall från Häverösund till Hallstavik. Delen vid pappersbruket är sedan 1977 en del av den normalspåriga järnvägen Örbyhus–Hallstavik. 
Persontrafiken upphörde 1966 och godstrafiken 1977 då pappersbruket fick en normalspårig ersättning via Hargshamn till Örbyhus. Rälsen revs 1978 men banvallen används delvis som cykel- och vandringsled.